# Polen-Rundfahrt 1947
Die 6. Polen-Rundfahrt fand vom 25. bis 28. September 1947 statt. Es war die erste Austragung dieses Radrennens nach dem Zweiten Weltkrieg. Sie wurde in vier Etappen über eine Distanz von 607 km ausgetragen. Es starteten in Krakau 56 polnische Fahrer, von denen 41 das Ziel in Warschau erreichten. Von Krakau führte die Tour nach Oberschlesien und dann über Częstochowa und Łódź nach Warschau. Gesamtsieger wurde Stanisław Grzelak vom Verein Tramwajarz Łódź.

## Rennverlauf
1. Etappe Krakau – Bytom, 140 km
56 polnische Radrennfahrer nahmen das Rennen in Krakau auf. Die erste Sprintwertung an der Grenze der beiden Wojewodschaften Krakau (heute Kleinpolen) und Schlesien gewann Władysław Wandor (RKS Legia Krakau). Vor Katowice riss Józef Kapiak (Elektryczność Warszawa) aus und gewann den dortigen Sprint. Nach Katowice hatte sich eine 16-köpfige Spitzengruppe gebildet. Die Sprints in Gliwice und Zabrze gewann jeweils Wilhelm Wyglenda (Ruch Chorzów). Am Ziel in Bytom waren noch zwölf Fahrer beisammen; die Etappe gewann Wacław Wrzesiński (Z. Z. K. Warschau). Die ersten Verfolger hatten 6:15 Min. Rückstand.
2. Etappe Bytom – Częstochowa, 187 km
Am Start der längsten Etappe dieser Tour waren noch 50 Rennfahrer. Es gab zahlreiche Defekte. Kurz vor Opole kamen drei Fahrer zu Sturz, von denen einer ins Krankenhaus musste. Lucjan Pietraszewski (ŁKS Łódź) und Stanisław Grzelak (Tramwajarz Łódź) hatten sich abgesetzt und machten den Sprint in Opole unter sich aus. Kurz vor Lubliniec wurden sie von den Verfolgern eingeholt, auch weil Pietraszewski aufpumpen musste. In Lubliniec musste der älteste Teilnehmer, der 44-jährige Kudlak seine abgebrochene Kurbel wieder anschweißen. Częstochowa wurde von einer 15-köpfigen Spitzengruppe erreicht; die Etappe gewann Marian Rzeźnicki (S. K. P. Warschau). Die ersten Verfolger hatten 5:30 Min. Rückstand. Die Gesamtführung übernahm Pietraszewski.
3. Etappe Częstochowa – Łódź, 144 km
Am Start waren noch 42 Teilnehmer. Bei Kilometer 4 riss der in der Gesamtwertung 16 Minuten zurückliegende Roman Siemiński (Elektryczność Warschau) aus. Beim Sprint in Radomsko hatte er schon fünf Minuten Vorsprung. In Rozprza kühlten (oder wuschen?) Zuschauer die Fahrer mit Wasser aus Kübeln, was drei Fahrer auf der nassen Straße zu Fall brachte. In Piotrków bildete sich eine 20-köpfige Verfolgergruppe, dennoch hatte Siemiński nach 100 km seinen Vorsprung auf 11 Minuten ausgebaut. Kurz vor Łódź ging durch eine Wasserdusche Pietraszewskis Brille zu Bruch.
In Łódź stürzte Rozumek auf dem Kopfsteinpflaster. Napierała verhakte sich in einer Straßenbahnschiene und riss dabei auch Kapiak und Bański zu Boden. Bański stieß mit einem Lastwagen zusammen, wobei sein Fahrrad zusammengepresst wurde. Auf dem Fahrrad eines Passanten erreichte er dennoch das Ziel.
Siemiński gewann die Etappe trotz mehrerer Reifenschäden mit 5:50 Min. Vorsprung vor dem Hauptfeld, dessen Sprint Pietraszewski gewann, der damit die Gesamtführung behielt.
4. Etappe Łódź – Warschau, 136 km
Es waren weiterhin 42 Fahrer am Start. Man fuhr mit Rückenwind durch Łowicz. Napierała hatte nach 15 Kilometern Reifenpanne, konnte aber mit Hilfe seines Klubkollegen Olszwewski nach etwa 60 Kilometern wieder aufschließen. Bei Kilometer 66 brachen Pietraszewski Speichen und er musste lange Minuten auf ein Ersatzrad warten. Den Zielsprint im Warschauer Stadion Wojska Polskiego gewann Andrzej Grynkiewicz (ŁKS Łódź).
Wyglenda hatte in Wola Defekt, ein Zuschauer gab ihm dessen Rad und er fuhr damit, sein eigenes Rad über den Rücken gehängt, ins Ziel. Pietraszewski hatte vor Warschau noch Reifenschaden und kam mit 16 Minuten Rückstand ins Ziel. Den Gesamtsieg holte sich Grzelak, der bei den vier Etappen die Plätze neun, sechs, zehn und acht belegte.

## Etappen (Übersicht)
| Etappe | Tag           | Start–Ziel          | km  | Etappensieger       | Zeit [h] | Mittel [km/h] | Gesamtwertung        |
| ------ | ------------- | ------------------- | --- | ------------------- | -------- | ------------- | -------------------- |
| 1.     | 25. September | Krakau – Bytom      | 140 | Wacław Wrzesiński   | 3:55:50  | 35,6          | Wacław Wrzesiński    |
| 2.     | 26. September | Bytom – Częstochowa | 187 | Marian Rzeźnicki    | 5:51:40  | 31,9          | Lucjan Pietraszewski |
| 3.     | 27. September | Częstochowa – Łódź  | 144 | Roman Siemiński     | 3:49:20  | 37,7          | Lucjan Pietraszewski |
| 4.     | 28. September | Łódź – Warschau     | 136 | Andrzej Grynkiewicz | 3:29:58  | 38,9          | Stanisław Grzelak    |

## Gesamtwertung
| Platz | Fahrer              | Land  | Team                    | Zeit                   |
| ----- | ------------------- | ----- | ----------------------- | ---------------------- |
| 1.    | Stanisław Grzelak   | Polen | Tramwajarz Łódź         | 17:13:11 h (35,3 km/h) |
| 2.    | Zdzisław Stolarczyk | Polen | Naprzód Ruda Pabianicka | + 0:03 min             |
| 3.    | Bolesław Napierała  | Polen | Sarmata Warszawa        | + 0:10 min             |
| 4.    | Ludwik Wojcieszek   | Polen | Dziewiarski KS Łódź     | + 0:12 min             |
| 5.    | Walerian Paprocki   | Polen | Ruch Chorzów            | + 0:17 min             |
| 6.    | Józef Kapiak        | Polen | Elektryczność Warszawa  | + 0:51 min             |
| 7.    | Robert Nowoczek     | Polen | Ruch Chorzów            | + 2:39 min             |
| 8.    | Henryk Czyż         | Polen | ŁKS Łódź                | + 6:57 min             |
| 9.    | Wilhelm Wyglenda    | Polen | Ruch Chorzów            | + 7:19 min             |
| 10.   | Władysław Wandor    | Polen | RKS Legia Kraków        | + 8:21 min             |

### Mannschaftswertung
Es wurden offenbar die Gesamtzeiten der beiden bestplatzierten Fahrer einer Mannschaft zusammengezählt.
| Platz | Mannschaft             | Zeit/Rückstand |
| ----- | ---------------------- | -------------- |
| 1.    | Ruch Chorzów           | 34:19:18 h     |
| 2.    | Elektryczność Warschau | + 7:21 min     |
| 3.    | ŁKS Łódź               | + 12:30 min    |
| 4.    | Dziewiarski KS Łódź    | + 13:13 min    |
| 5.    | Sarmata Warschau       | + 13:28 min    |